# Agonochaetia intermedia
Agonochaetia intermedia is een vlinder uit de familie tastermotten (Gelechiidae). De wetenschappelijke naam is voor het eerst geldig gepubliceerd in 1968 door Sattler.
De soort komt voor in Europa.